# Georgij Danělija
Georgij Danělija, gruzínsky გიორგი დანელია (* 25. srpna 1930, Tbilisi - 4. dubna 2019, Moskva) byl gruzínský filmový režisér, který se prosadil především v sovětské kinematografii svými "smutnými komediemi" (Chodím po Moskvě, Jeden navíc, Nebuď smutný, Muž na svém místě, Slzy padaly, Kin-Dza-Dza!. Roku 1990 byl jmenován národním umělcem SSSR.